# İhsan Ay
İhsan Ay (* 11. Dezember 1987 in Ankara) ist ein ehemaliger türkischer Schauspieler, dessen bekannteste Rolle die des Cem in den ersten drei Staffeln der Kinder-Detektivserie Die Pfefferkörner (1999–2003) war.
Seit dieser Hauptrolle hat Ay, der zur Zeit der Dreharbeiten an den Pfefferkörnern türkischer Staatsbürger war, noch an weiteren deutschen Film- und Fernsehproduktionen als Darsteller mitgewirkt, zum Beispiel 2004 in einigen Folgen der preisgekrönten RTL-Comedy-Serie Mein Leben & Ich.

## Filmografie (Auswahl)

### Filme
- 2002: Kollaps
- 2005: Willkommen im Club

### Serien
- 1999–2003: Die Pfefferkörner
- 2004: Mein Leben & Ich
- 2005: Die Rettungsflieger (Folge: Irrtümer)